# Roger Avary
Pour les articles homonymes, voir Avary.
Roger Avary, né le 23 août 1965 à Flin Flon, dans le Manitoba, au (Canada), est un réalisateur, scénariste et script doctor canado-américain.
Il est principalement connu pour ses collaborations avec Quentin Tarantino au début des années 1990.

## Biographie
(février 2022).

### Débuts
Passionné de cinéma, Roger Avary commence à travailler dans un vidéo-club de Los Angeles, nommé Video Archives. Il y fait assez vite la connaissance de Quentin Tarantino, avec qui il partage une passion dévorante et éclectique pour tous les genres de cinéma. Partageant les mêmes goûts, ils s'épaulent sur leurs projets respectifs. Avary épaule ainsi Tarantino dans la réalisation du long métrage My Best Friend's Birthday qui demeure inachevé. Plus tard, il écrit le script de 60 pages The Open Road que Tarantino retravaille largement, aboutissant à une première version de True Romance. C'est également à cette époque que les deux compères ébauchent ensemble une première version de Pulp Fiction, dont ils prévoient de réaliser chacun un segment. En 1992, Quentin Tarantino réalise Reservoir Dogs et Avary participe en coécrivant les textes de l'animateur radio qui intervient dans le film.

### Collaboration avec Quentin Tarantino
En 1992, Tarantino connaît le succès avec Reservoir Dogs et ses différents scénarios suscitent l'intérêt des producteurs. Occupé par Reservoir Dogs, il vend le scénario de True Romance, dont la réalisation revient à Tony Scott. Le réalisateur, qui souhaite changer la fin du script fera appel à Roger Avary, sur les conseils de Tarantino, pour réécrire le scénario. Il est ainsi chargé de simplifier la chronologie du film, de changer la structure du film et de modifier la fin. S'il n'est pas crédité pour ce travail, il apparaît néanmoins dans les remerciements du générique de fin.
Pendant ce temps, Quentin Tarantino travaille sur Pulp Fiction, entamé avec Avary des années auparavant. Ce scénario repose en effet sur des idées de scènes, de dialogues et d'histoires écrits pour leurs précédents scénarios (True Romance, Reservoir Dogs, The Open Road), mais non utilisés. Surtout, Tarantino se base sur un script écrit par Avary, nommé Pandemonium Reigns, mettant en scène un boxeur qui refuse un combat truqué. Ce scénario formera la base du segment La Montre en Or dans Pulp Fiction. À partir de ses éléments disparates, Tarantino et Avary commencent à établir une structure et une histoire dans le scénario. Mais Roger Avary quitte un temps le projet pour réaliser son premier long métrage, Killing Zoe, qui sortira à l'été 1994. Par la suite, Tarantino préfère terminer l'écriture seul. Il tourne ensuite le film durant l'année 1993. En 1994, peu avant la sortie du film, un désaccord survient cependant entre les deux hommes : Tarantino demande à Avary de renoncer à son crédit sur le scénario en échange d'une somme d'argent et d'un crédit moins avantageux. Avary accepte à contrecœur. Ainsi, le générique indique que le film est écrit et réalisé par Tarantino mais basé sur des « histoires originales de Quentin Tarantino et Roger Avary. » Vite considéré comme un classique, le film est un grand succès, obtenant une Palme d'or au festival de Cannes 1994 et remportant également l'Oscar du meilleur scénario original. La querelle de Tarantino et Avary concernant le générique est néanmoins vite évoquée dans la presse, contribuant à briser les collaborations entre les deux hommes. Ainsi, en 1997, Quentin Tarantino déclare : « J'ai écrit Pulp Fiction seul. Je me suis basé sur une histoire de Roger Avary que j'ai adaptée pour une partie du film, mais j'étais seul au début de l'écriture et j'étais seul à la fin. » Avary maintient quant à lui que la part de chacun dans le scénario est beaucoup plus équilibrée.
En 1994, sort son premier long métrage comme réalisateur, Killing Zoe, un thriller décalé et provocateur mettant en vedette Julie Delpy et Jean-Hugues Anglade. Le film obtient un succès public, ce qui permet à Roger Avary de lancer un autre projet, Mr. Stitch : Le voleur d'âmes, avec notamment Rutger Hauer. Travaillant comme scénariste, script doctor ou consultant sur différents projets hollywoodiens, Roger Avary retrouve le cinéma en 2002. Il adapte le roman explosif et provocateur Les Lois de l'attraction de Bret Easton Ellis. Avec ce film, il trouve un sujet qui sied parfaitement à son côté hors-normes et visuellement novateur. Le film est un grand succès public qui permet à Avary de nouer une solide amitié avec le romancier. En 2004, sort Glitterati. Ce film met en scène Kip Pardue dans la peau de Victor Ward, personnage déjà présent dans Les Lois de l'attraction. Roger Avary avait tourné environ 70 heures de film pour la séquence européenne des Lois de l'attraction. Glitterati utilise donc des archives tirées du précédent film. Roger Avary évoque ensuite le projet d'adapter un autre livre d'Ellis, Glamorama, dans lequel revient Kip Pardue, mais le projet ne se concrétise pas. En parallèle, Avary reprend sa casquette de scénariste pour deux films : Silent Hill (2006) et La Légende de Beowulf (2007).

### Problèmes judiciaires
En 2008, alors qu'il conduisait en état d'ivresse, il provoque un grave accident de voiture entraînant la mort d'un de ses amis présent à bord du véhicule. Il plaidera par la suite coupable d'homicide involontaire et est condamné à une peine d'un an de prison. Le 10 juillet 2010, après 8 mois de détention, Avary est libéré.

### Retour et suite de carrière
Depuis sa sortie de prison, Roger Avary a travaillé comme superviseur de la deuxième saison de XIII, la série en 2012, adaptée de la bande dessinée de Vance & Van Hamme. Une collaboration avec le réalisateur Paul Verhoeven pour le projet Jesus of Nazareth est évoquée en 2012, mais le projet ne se concrétise pas, tout comme celui de la série télévisée Post Empire avec James Van Der Beek en 2014.
En septembre 2017, il commence le tournage d'un nouveau long métrage, Lucky Day. Le titre était à l'origine celui d'un projet de suite de Killing Zoe. Le film Lucky Day sort en 2019.

## Filmographie
Sauf indication contraire, les informations mentionnées dans cette section peuvent être confirmées par la base de données cinématographiques IMDb,  présente dans la section « Liens externes ».

### Réalisateur
- 1994 : Killing Zoe
- 1995 : Mr. Stitch : Le voleur d'âmes (Mr Stitch) (TV)
- 2002 : Les Lois de l'attraction (The Rules of Attraction)
- 2004 : Glitterati
- 2019 : Lucky Day

### Scénariste
- 1992 : Reservoir Dogs de Quentin Tarantino (auteur des jingles radio, non crédité)
- 1993 : True Romance de Tony Scott (auteur des jingles radio et réécriture de la fin, non crédité)
- 1994 : Killing Zoe de lui-même
- 1994 : Pulp Fiction de Quentin Tarantino (histoires)
- 1995 : Crying Freeman de Christophe Gans (non crédité)
- 1995 : Mr. Stitch : Le voleur d'âmes (Mr Stitch) (TV) de lui-même
- 1997 : Odd Jobs (TV) de Peter O'Fallon
- 1998 : RPM d'Ian Sharp (non crédité)
- 2002 : Les Lois de l'attraction (The Rules of Attraction) de lui-même
- 2005 : Glitterati  de lui-même
- 2006 : Silent Hill de Christophe Gans
- 2007 : La Légende de Beowulf (Beowulf) de Robert Zemeckis
- 2012 : XIII, la série (XIII: The Series) (série TV) - saison 2
- 2019 : Lucky Day de lui-même

### Producteur / producteur délégué
- 1995 : Mr. Stitch : Le voleur d'âmes (Mr Stitch) (TV)
- 1998 : Boogie Boy de Craig Hamann
- 2002 : Les Lois de l'attraction (The Rules of Attraction) de lui-même
- 2007 : La Légende de Beowulf (Beowulf) de Robert Zemeckis
- 2012 : XIII, la série (XIII: The Series) (série TV) - saison 2
- 2019 : Lucky Day de lui-même

### Autres
- 1987 : My Best Friend's Birthday de Quentin Tarantino (film inachevé) (comme directeur de la photographie)
- 2005 : Standing Still de Matthew Cole Weiss (comme acteur, dans le rôle de Franklin Brauner)

## Récompenses principales
- 1994 : BSFC Award du meilleur scénario pour Pulp Fiction coécrit avec Quentin Tarantino
- 1994 : LAFCA du meilleur scénario pour Pulp Fiction
- 1994 : meilleur film et prix de la critique pour Killing Zoe au Mystfest
- 1995 : Oscar du meilleur scénario original pour Pulp Fiction
- 1995 : BAFTA du meilleur scénario original pour Pulp Fiction
- 1995 : Independent Spirit Award du meilleur scénario pour Pulp Fiction